# Xã King, Quận Christian, Illinois
Xã King (tiếng Anh: King Township) là một xã thuộc quận Christian, tiểu bang Illinois, Hoa Kỳ. Năm 2010, dân số của xã này là 244 người.